# میل متوسط به مصرف
میل متوسط به مصرف (به انگلیسی: Average propensity to consume؛ مخفف: APC) مفهومی است که توسط جان مینارد کینز برای تجزیه و تحلیل تابع مصرف ارائه شده است. طبق نظر کینز، درآمد واقعی فرد، پس‌انداز و مصرف او را تعیین می‌کند.
فرمول تابع مصرف: {\displaystyle C={C_{a}}+cY}
میل متوسط به مصرف نسبتی از درآمد است که مصرف می‌شود. میل متوسط به مصرف از تقسیم کل هزینه‌های مصرفی (C) بر کل درآمد (Y) حاصل می‌شود:
{\displaystyle APC={\frac {C}{Y}}={\frac {Ca}{Y}}+c}